# Charadrius montanus
Charadrius montanus là một loài chim trong họ Charadriidae.

## Hình ảnh

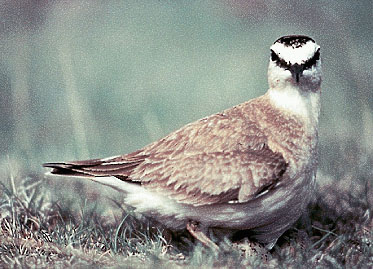
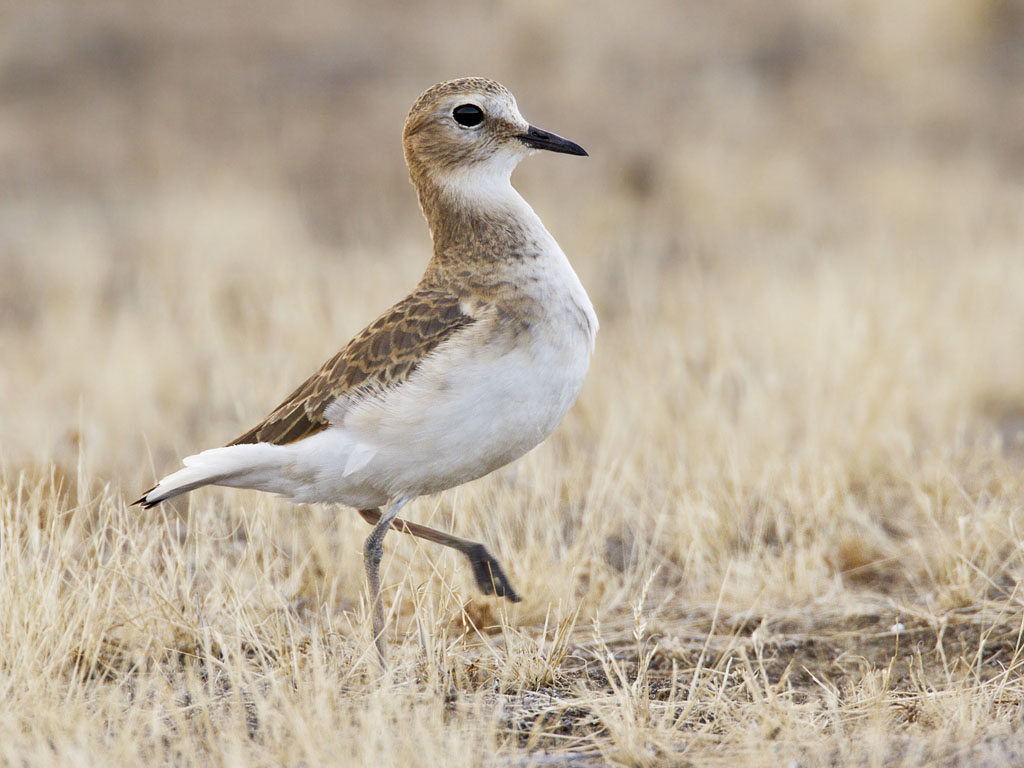
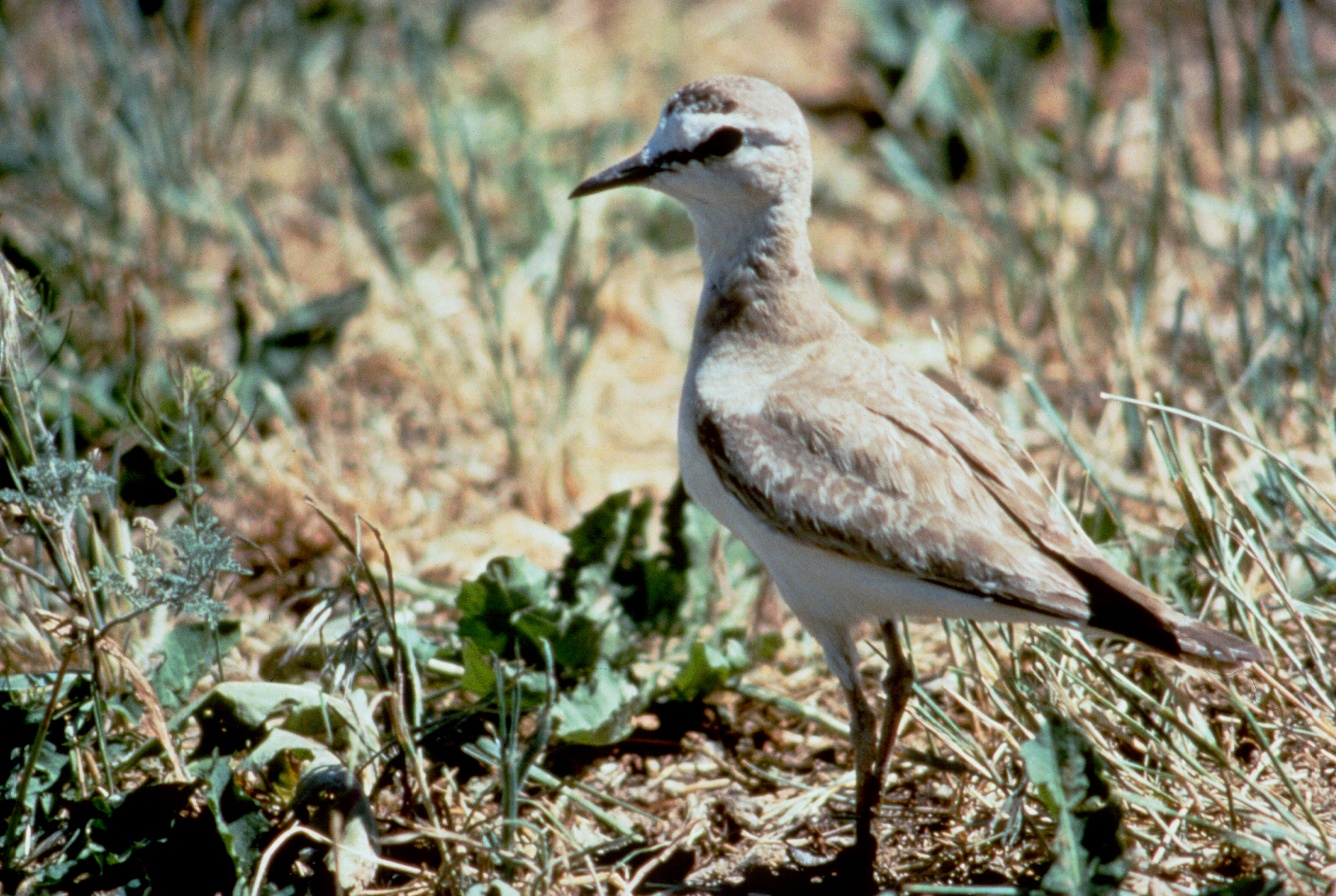